# 周正之
周正之（1940年7月30日—），中華民國陸軍中將、美國國際大學企業研究所碩士、美國亞利桑那州立大學工業工程研究所進修生、政治人物，曾任陸軍206師長、國防部後勤次長兼採購局局長、陸軍後勤司令部司令、軍管部副司令等職，後代表中國國民黨以全國不分區當選為第四屆立法委員。